# 高村洋介
高村 洋介（たかむら ようすけ、1965年9月18日 - ）は、熊本県熊本市出身の元プロ野球選手（投手）。右投右打。

## 来歴・人物
熊本工業高では、2年次に奥村高次（八幡大学－NTT九州）の控え投手として1982年夏の甲子園に出場。準々決勝まで勝ち進むが東洋大姫路高に敗退。この試合でリリーフとして甲子園初登板を果たす。翌1983年は、エースとして同期の野村裕二とバッテリーを組み、春の選抜に出場。1回戦で湯上谷宏のいた星稜高に敗退。同年夏の県大会でも決勝に進むが、後藤慎治のいた東海大二高に惜敗。1年下のチームメートに左翼手の井上真二がいた。
高校卒業後は、社会人野球の本田技研熊本に入社。
1988年オフ、退職するとドラフト外で6球団競合の末に阪神タイガースに入団。社会人野球時に肩を故障し球速は135km程度であるが、球威があり速球投手としてみられていた。
入団初年度の1989年に右足脹脛肉離れで開幕前に一時任意引退となるが、同年10月15日の対横浜大洋ホエールズ戦で一軍デビューを果たす。1994年に現役を引退。
引退後は、スカウトの話があったようだが、これを辞退し、夫人の実家がある鳥取で自営業を営む。 2007年9月に甲子園球場の近くで焼肉店を開業するが、2011年12月に閉店（その後同店舗は改装され中込伸がオーナーとなる）。
2012年から、社会人野球の履正社学園のコーチを務めている。

## 詳細情報

### 年度別投手成績
| 年 度     | 球 団     | 登 板 | 先 発 | 完 投 | 完 封 | 無 四 球 | 勝 利 | 敗 戦 | セ 丨 ブ | ホ 丨 ル ド | 勝 率 | 打 者 | 投 球 回 | 被 安 打 | 被 本 塁 打 | 与 四 球 | 敬 遠 | 与 死 球 | 奪 三 振 | 暴 投 | ボ 丨 ク | 失 点 | 自 責 点 | 防 御 率 | W H I P |
| --------- | --------- | ----- | ----- | ----- | ----- | -------- | ----- | ----- | -------- | ----------- | ----- | ----- | -------- | -------- | ----------- | -------- | ----- | -------- | -------- | ----- | -------- | ----- | -------- | -------- | ------- |
| 1989      | 阪神      | 1     | 1     | 0     | 0     | 0        | 0     | 0     | 0        | --          | ----  | 32    | 7.0      | 6        | 0           | 7        | 1     | 0        | 3        | 0     | 0        | 2     | 2        | 2.57     | 1.86    |
| 1990      | 阪神      | 4     | 0     | 0     | 0     | 0        | 0     | 0     | 0        | --          | ----  | 40    | 7.1      | 11       | 1           | 9        | 0     | 0        | 7        | 0     | 0        | 8     | 8        | 9.82     | 2.73    |
| 1991      | 阪神      | 5     | 0     | 0     | 0     | 0        | 0     | 1     | 0        | --          | .000  | 31    | 6.2      | 10       | 2           | 2        | 0     | 1        | 2        | 0     | 0        | 4     | 3        | 4.05     | 1.80    |
| 通算：3年 | 通算：3年 | 10    | 1     | 0     | 0     | 0        | 0     | 1     | 0        | --          | .000  | 103   | 21.0     | 27       | 3           | 18       | 1     | 1        | 12       | 0     | 0        | 14    | 13       | 5.57     | 2.14    |

### 記録
- 初登板・初先発登板：1989年10月15日、対横浜大洋ホエールズ25回戦（阪神甲子園球場）、7回2失点で勝敗つかず

### 背番号
- 51 （1989年 - 1994年）